# Premio Nacional de Periodismo Miguel Delibes
El Premio Nacional de Periodismo Miguel Delibes es un premio de periodismo español creado en 1996 en honor al escritor Miguel Delibes por la Asociación de la Prensa de Valladolid (APV) y con el patrocinio de Caja España. El objetivo de este galardón es promover el buen uso de la lengua castellana en los medios de comunicación escritos y la defensa y pervivencia del idioma español y su correcta utilización como instrumento informativo. Pueden presentarse trabajos publicados en cualquier medio escrito de España durante el año precedente. La entrega del galardón se realiza coincidiendo con la festividad de San Francisco de Sales, patrono de periodistas, reporteros y escritores.

## Galardonados
- 1996,  Fernando Lázaro Carreter
- 1997,  Vicente Verdú
- 1998,  Álex Grijelmo
- 1999,  Jesús Marchamalo
- 2000,  José Jiménez Lozano
- 2001, Carlos Luis Álvarez, "Cándido"
- 2002,  Juan José Millás
- 2003,  Javier Marías
- 2004, Valentín García Yebra
- 2005,  Andrés Trapiello
- 2006,  María Ángeles Sastre Ruano
- 2007,  Tomás Hoyas
- 2008,  Antonio Álamo González.[1]
- 2009, Luis María Anson
- 2010, Joaquín Sánchez Torné
- 2011, Magí Camps Martín
- 2012, Isaías Lafuente
- 2013, Iñaki Gabilondo
- 2014, Ignacio Camacho
- 2015, Pepa Fernández
- 2016,  Martín Caparrós
- 2017,  Elena Álvarez Mellado.[2]
- 2018, Mariángeles García.[3]
- 2019, Mar Abad García.[4]
- 2021, Lola Pons
- 2022, Luna Paredes Zurdo
- 2023, Mara Torres
- 2024, Radio 5, por sus programas "Un idioma sin fronteras", "Libros de arena", "El palabrero", "Letras en juego", "El español urgente con FundéuRAE" y "RAE informa".[5]